# Киткин, Пётр Павлович
Пётр Павлович Киткин (12 (24) июня 1877 года, Санкт-Петербург — 18 сентября 1954 года, Ленинград) — российский и советский военачальник, учёный и изобретатель в области морского минного дела, контр-адмирал Российского императорского флота (28.07.1917) и Рабоче-Крестьянского Красного Флота (05.11.1944). доктор технических наук (1946). Профессор.

## Биография

### На службе в Российской империи
Из дворян. Дед, Алексей Ювенальевич Киткин, был офицером Гренадерского лейб-гвардии полка и награждён несколькими орденами за отличия в Отечественной войне 1812 года и заграничных походах 1813—1814 гг. Отец, Павел Алексеевич, дослужился до контр-адмирала, три его брата также были офицерами флота.
В 1896 году окончил Морской кадетский корпус, 25 сентября 1896 года произведён в мичманы с назначением в Черноморский флот и зачислением в 29-й флотский экипаж.
В 1896—1899 годах служил на броненосецах «Чесма» и «Георгий Победоносец», крейсере «Память Меркурия», тральщике «Ингул» и учебном судне «Березань».
В кампанию 1899 года — флаг-офицер при младшем флагмане практической эскадры Чёрного моря.
В сентябре 1899 года назначен слушателем в Минный офицерский класс. С 7 сентября 1900 года — минный офицер 2-го разряда.

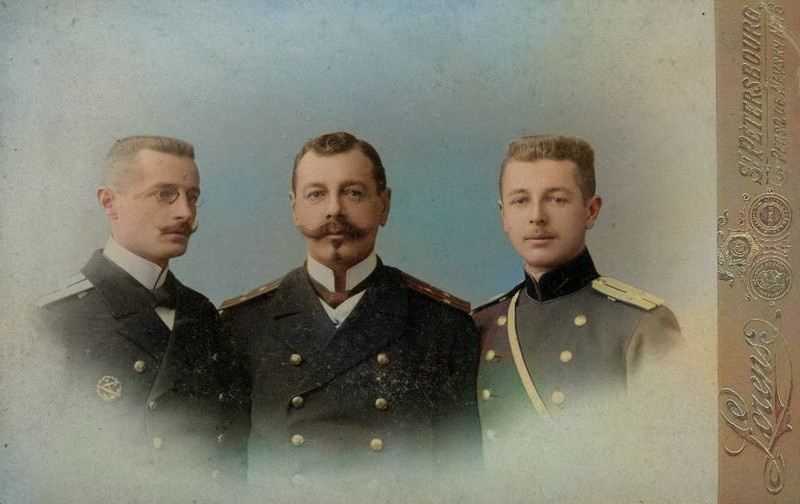
Братья Киткины, слева направо: Пётр, Александр и Алексей

В 1900—1901 годах — минный офицер МКЛ[уточнить] «Уралец».
С января 1901 года произведен в лейтенанты. В 1901 году вахтенный начальник УС[уточнить] «Березань».
В октябре 1901 года назначен на эскадру Тихого океана.
В феврале 1902 года назначен младшим минным офицером крейсера I ранга «Громобой».
С июня 1903 года — младший минный офицер крейсера I ранга «Рюрик».
С сентября 1903 года назначен старшим минным офицером крейсера I ранга «Аскольд». Участник русско-японской войны и обороны Порт-Артура.
С марта 1904 года — минный офицер 1-го разряда.
Участник боя в Жёлтом море 28 июля 1904 года, в котором получил тяжелое осколочное ранение в голову и потом всю жизнь страдал частичной потерей слуха. После сражения вместе с крейсером был интернирован в Шанхае. После окончания войны убыл на Чёрное море.
С июня 1906 года — минный офицер тральщика «Дунай». С мая — старший минный офицер ЭБР[уточнить] «Георгий Победоносец».
В феврале 1907 года переведён на Балтийский флот и зачислен в 8-й флотский экипаж. В июне 1907 года произведён в старшие лейтенанты. Весной-осенью 1907 года командовал миноносками № 131 и 130. В сентябре назначен минным офицером эскадренного миноносца «Легкий».
В январе 1908 года прикомандирован к Морскому техническому комитету, для занятий. С июня 1908 года — командир миноносца «Прозорливый».
В ноябре 1908 года назначен флагманским минным офицером штаба, командующего дивизией миноносцев (с 12 марта 1909 года 2-й минной дивизией) Балтийского моря. С декабря 1908 года — капитан-лейтенант.
С октября 1909 года по июль 1910 года — старший офицер МКЛ[уточнить] «Хивинец». С 1910 года полностью посвятил себя делу траления.
С апреля 1911 года — капитан 2-го ранга. 15 января 1912 года назначен начальником партии траления мин заграждения Балтийского моря.
С ноября 1913 года назначен командиром флагманского корабля партии траления, ТР «Грозящий», с оставлением в должности начальника партии траления.
Участник Первой мировой войны. Под непосредственным командованием П. П. Киткина была проведена первая боевая минно-тральная операция русского флота: 27 августа 1914 года отряд тральщиков (8 вымпелов) вытралил выставленное десятью днями ранее германскими кораблями минное заграждение в Финском заливе. При тралении подорвался на мине и затонул тральщик «Проводник» (погибло 11 и ранено 7 членов экипажа), а затем на звук взрыва подошёл германский крейсер «Аугсбург». Умело маневрируя, Киткин увел отряд от преследования (немцы добились только одного попадания в тральщики, причинив незначительные повреждения).
С сентября 1914 года — капитан 1-го ранга за отличие в делах против неприятеля. В декабре этого же года отчислен от должности командира тральщика. Руководил и лично участвовал в постановке практически всех крупных минных заграждений на Балтийском море в первой мировой войне.
С мая 1915 года допущен к временному исполнению обязанностей начальника дивизии траления Балтийского моря (до утверждения в должности). В мае назначен командующим, под брейд-вымпелом, дивизией траления Балтийского моря.
В июле 1917 года произведён в контр-адмиралы за отличие по службе с утверждением в должности.
После русско-японской войны П. П. Киткин активно занимался разработкой минных вооружений. первый в мире автономный минный защитник,

### На службе Советской власти[7]
После 1918 года служил в РККФ.
В 1918—1919 годах — заведующий делами мин заграждения и траления.
в 1919—1921 годах — начальник минной обороны Балтийского моря.
В 1921 году арестован Петроградским Особым отделом ГПУ, но вскоре отпущен.
В 1921—1923 годах — председатель научно-технической комиссии минно-тральных опытов.
в 1923—1924 годах — председатель минной секции НТК[уточнить].
В 1924—1926 годах — начальник минного полигона.
в 1926—1931 годах — председатель комиссии морских минных опытов. Одновременно, в 1922—1941 годах, на преподавательской работе в Военно-морской академии.
В феврале 1931 года зачислен в резерв РККФ, в феврале 1936 года уволен в запас.
В 1931—1942 годах — сотрудник НИМТИ[уточнить] ВМФ. В мае 1942 года возвращён на военную службу с присвоением ему воинского звания капитана 1-го ранга.
В 1942—1943 годах — командир УС[уточнить] «Свирь».
В 1943—1944 годах — минный специалист военного совета КБФ, с октября 1944 года — старший инженер-конструктор технического отдела НИМТИ ВМФ.
27 октября 1944 года приказом Наркома ВМФ СССР служба по вольному найму (1936—1942) была засчитана как действительная служба в ВМФ.
5 ноября 1944 года произведён в контр-адмиралы. В январе 1947 года назначен начальником отделения правил стрельбы и наставлений НИМТИ ВМС.
В 1946 году за крупные изобретения в области минно-трального оружия ВАК утверждает его в ученой степени доктора технических наук.
С мая 1948 года — в отставке.

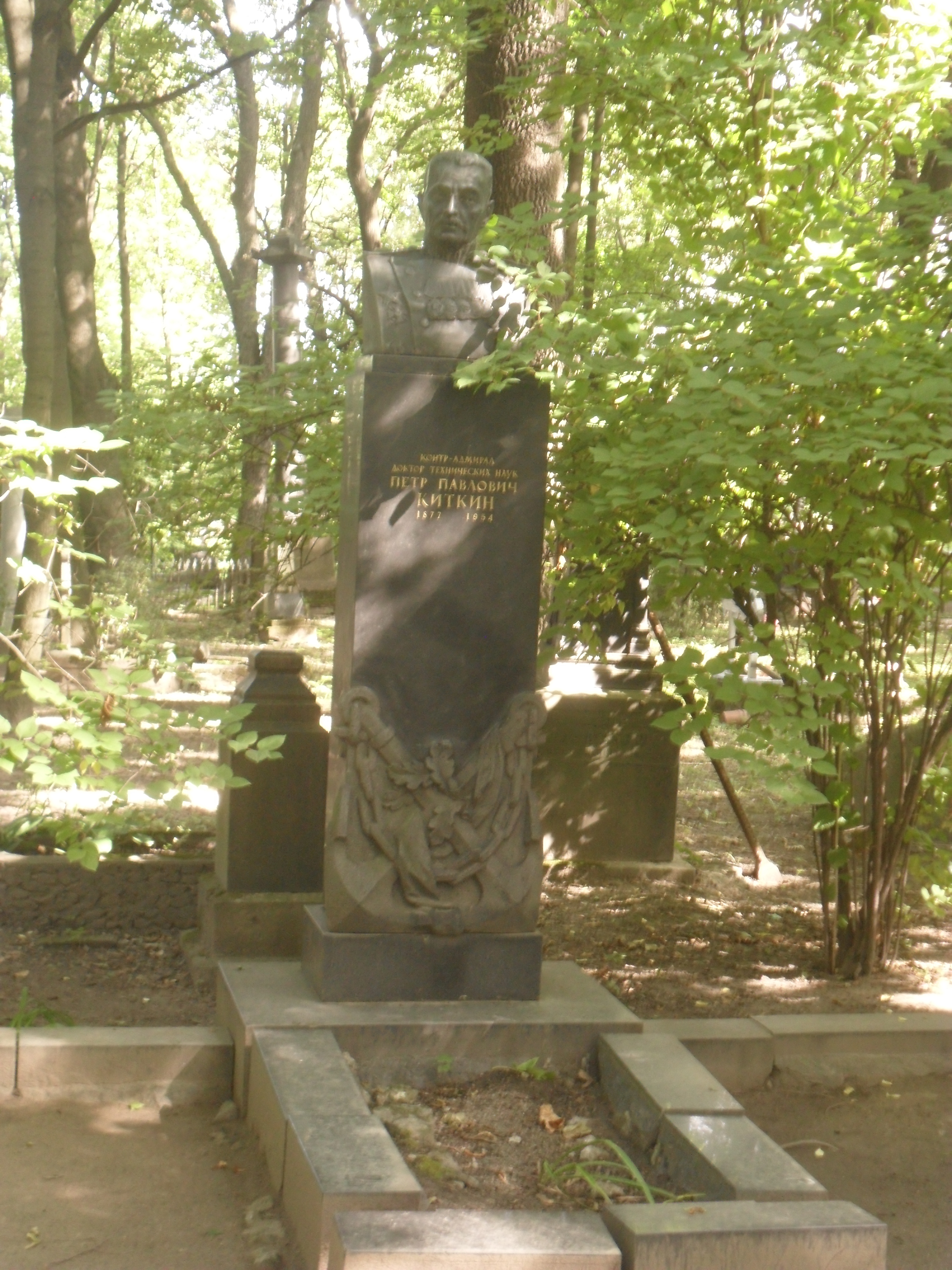
Могила Киткина на Литераторских мостках в Санкт-Петербурге.

18 сентября 1954 года умер в Ленинграде, похоронен на Литераторских мостках Волковского православного кладбища.

## Научная деятельность

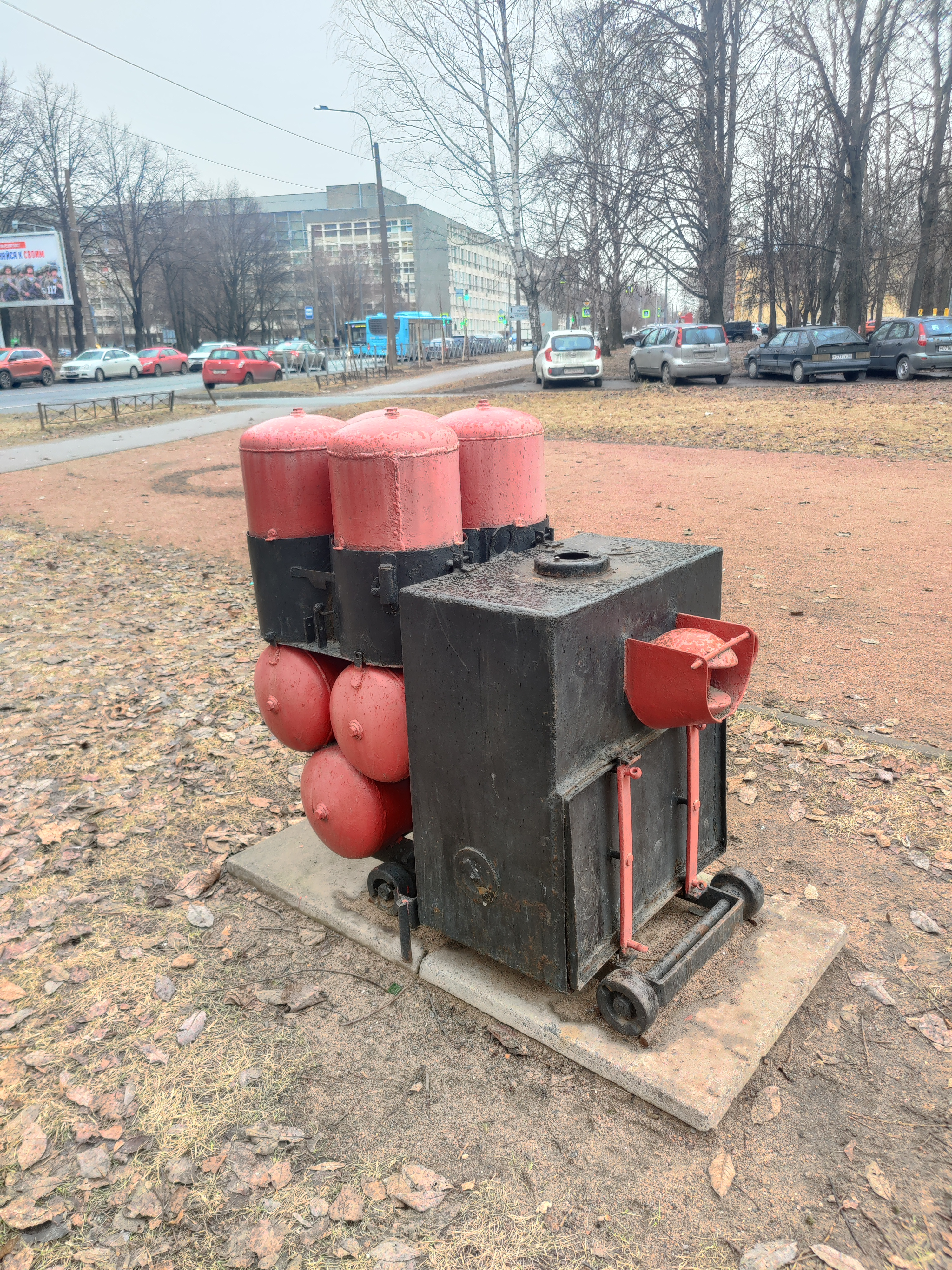
Минный защитник МЗ-26 конструкции Киткина в музее им. Маринеско

В период службы в ВМФ им представлено свыше 20 изобретений в области морских мин и тралов, многие из которых были приняты на вооружение: первый в мире автономный минный защитник (до 1910 г.), мины образца 1906, 1908 и 1912 годов, катерный трал (1913 год), параван-охранитель (1914), патрон с двумя ударниками для катерного трала (1920 год), минный защитник и к нему подрывной патрон особого назначения (1928 год), режущие кошки для змейкового трала (1929 год), тральная веха (1929 год), специальные тралящие части для караванов охранения (1936 год), приспособление для самовзрывания мин при их затраливании (1942 год). Им был разработан оригинальный способ зарядки детонаторов подрывных патронов (внедрён в производство перед первой мировой войной),

## Память
После смерти имя адмирала Киткина было присвоено кораблю ВМФ СССР.

## Награды
Награды Российской империи
- Георгиевское оружие (30 сентября 1916 года);
- Орден Святой Анны II степени(6 декабря 1913 года), мечи к нему (25 мая 1915 года);
- Орден Святого Владимира III степени с мечами (1915 год);
- Крест «За Порт-Артур» (191? год);
- Орден Святого Владимира IV степени (1912 год);
- Орден Святого Станислава II степени c мечами (2 апреля 1907 год);
- Орден Святой Анны III степени с мечами и бантом (1905 год);
- Серебряная медаль с бантом «В память русско-японской войны 1904—1905 гг..»

Награды СССР
- Два ордена Ленина (1944[9]; 1947[10]);
- Два ордена Красного Знамени (1944[11]; 1948[12]);
- Орден Красной Звезды (1943)[13];
- Медаль «За оборону Ленинграда» (1943)[14];
- Медаль «За победу над Германией в Великой Отечественной войне 1941—1945 гг.» (1945)[15];
- Ряд других медалей СССР;
- Золотые часы «Стойкому защитнику пролетарской революции от РВС СССР» (1928 год).

Иностранные награды
- Офицер ордена Почётного легиона (Франция).